# Mathieu Kérékou
Mathieu Kérékou (2. září 1933, Kouarfa, Dahome – 14. října 2015) byl v letech 1972-1991 a 1996-2006 prezidentem afrického státu Benin (dřívějšího Dahome).
Vzdělání získal tento významný beninský politik na školách v Mali a Senegalu, které byly tehdy, stejně jako Dahome součástí Francouzské západní Afriky. Vstoupil do Francouzské armády a vystudoval důstojnickou školu. Poté, co podobně jako ostatní francouzské kolonie, získalo Dahome roku 1960 nezávislost, vstoupil Kérékou do armády nového státu a stal se vojenským asistentem prvního prezidenta své země - Huberta Magy.
Na přelomu 60. a 70. let zažilo Dahome sérii převratů a pokusů o převrat. Kérékou se podílel na puči r. 1967, který sesadil prezidenta Christopha Sogla. V letech 1968 - 1970 pokračoval ve studiích na francouzských důstojnických školách. V dlouhodobě chaotické situaci se 26. října 1972 tehdejší major Kérékou chopil moci, dal uvěznit tři dřívější prezidenty země, propustil většinu starších důstojníků z armády a ustanovil vojenskou vládu, jejímiž členy byli pouze důstojníci mladší čtyřiceti let.
Kérékou se tak stal již 13. hlavou státu Dahome (v předchozích 12 letech se v prezidentském úřadě vystřídalo celkem devět osob, avšak tři z nich zastávaly funkci ve dvou na sebe nenavazujících obdobích).
Vláda vyhlásila marxisticko-leninskou orientaci a roku 1975 změnila název země na Benin. Volby roku 1979 formálně navrátily zemi k civilní vládě, nicméně Kérékou si svoji prezidentskou pozici dobře zajistil. Znárodňování a direktivně řízené hospodářství přineslo ekonomické obtíže. Neutěšená ekonomická situace v 80. letech zesilovala sociální a etnické rozpory. Kérékou přistoupil k reformám, v roce 1989 oficiálně opustil ideologii marxismu-leninismu a následně byla svolána národní konference. Kérékou předpokládal, že se mu její výsledky podaří zmanipulovat. Avšak svolaná konference, inspirovaná rolí generálních stavů za Francouzské revoluce, se prohlásila za suverénní, pozastavila platnost ústavy, rozpustila národní shromáždění a jmenovala Nicéphore Sogla, bývalého představitele Světové banky, premiérem dočasné vlády. Kérékouovi zbyla ceremoniální role dočasného prezidenta. Došlo ke změně celého politického systému; byly povoleny další politické strany a země směřovala k pluralitním volbám. Tato událost znamenala v subsaharské Africe první přechod od autoritativního k demokratickému režimu nenásilnou a civilní cestou.
Svobodné volby se konaly v roce 1991 a Kérékou se stal jedním z kandidátů. Ve volbách získal Kérékou podporu především na severu země; sám pocházel ze severního etnika Somba. Byl však poražen Nicéphorem Soglem. Kérékou uznal svoji porážku a veřejně se omluvil za chyby minulého režimu.
Kéréku zůstal v aktivní politice jako opoziční vůdce a po volbách roku 1996 se díky těsnému vítězství po pěti letech opět vrátil do prezidentského paláce. Parlamentní většinu však uhájila opozice, a tak se staronový prezident Kérékou musel naučit stát v čele menšinové vlády.
V období předcházejícím prezidentským volbám v roce 2001 se oba hlavní představitelé beninské politické scény a hlavní favorité voleb navzájem obviňovali - Kérékou Sogla z plánování puče a Soglo Kérékoua z plánování atentátu. Soglo nakonec volby bojkotoval a umožnil tak Kérékouovi snadnou obhajobu prezidentství.
Kérékou se snažil utlumit tradiční regionální rivalitu v Beninu mezi severem a jihem. Jistý si svojí pevnou pozicí na severu, přizval do vlády některé tradičně jižanské strany a nabídl jim lákavé vládní pozice. Jeho politika byla často popisována jako značně nekonzistentní a objevovaly se hlasy, že skutečnou moc drží v Beninu někdo jiný.
Ve volbách roku 2006 podle ústavy již ani Kérékou ani Soglo nemohli kandidovat, neboť překročili věkový limit 70 let.
V oficiálním životopise Kérékou jako své zájmy uvádí cyklistiku a fotbal. Během svého života opakovaně měnil vyznání, jistou dobu (kdy se hlásil k islámu) užíval jména Ahmed Kérékou. Nyní se považuje za znovuzrozeného křesťana. Rád užívá i svoji přezdívku – Chameleón. V Beninu, kde má kořeny kult vúdú, byla řada obyvatel přesvědčena o magických schopnostech svého bývalého prezidenta, který toto přesvědčení svými výroky občas rád podporoval. Ostatně i prezident Soglo tvrdil, že vúdú mu zachránilo život a ustanovil den vúdú jako státní svátek.
| Prezident Dahome / Beninu             | Prezident Dahome / Beninu   | Prezident Dahome / Beninu |
| ------------------------------------- | --------------------------- | ------------------------- |
| Předchůdce: Justin Ahomadegbé-Tomêtin | 1972 – 1991 Mathieu Kérékou | Nástupce: Nicéphore Soglo |

| Prezident Beninu            | Prezident Beninu            | Prezident Beninu    |
| --------------------------- | --------------------------- | ------------------- |
| Předchůdce: Nicéphore Soglo | 1996 – 2006 Mathieu Kérékou | Nástupce: Yayi Boni |